# 9906 Tintoretto
9906 Tintoretto este un asteroid din centura principală de asteroizi.

## Descriere
9906 Tintoretto este un asteroid din centura principală de asteroizi. A fost descoperit pe 26 septembrie 1960 la Observatorul Palomar de Cornelis Johannes van Houten, Ingrid van Houten-Groeneveld și Tom Gehrels. Asteroidul prezintă o orbită caracterizată de o semiaxă mare de 2,62 ua, o excentricitate de 0,18 și o înclinație de 13,4° în raport cu ecliptica.